# IC 4713
IC 4713 је спирална галаксија у сазвјежђу Паун која се налази на листи објеката дубоког неба у Индекс каталогу.
Деклинација објекта је - 67° 13' 28" а ректасцензија 18h 29m 58,9s. Привидна величина (магнитуда) објекта IC 4713 износи 13,7 а фотографска магнитуда 14,3. IC 4713 је још познат и под ознакама ESO 103-23, IRAS 18247-6715, PGC 61956.